# Margo (Schauspielerin)
Margo Albert, Künstlername Margo (* 10. Mai 1917 in Mexiko-Stadt als María Marguerita Guadalupe Teresa Estela Bolado Castilla y O’Donnell; † 17. Juli 1985 in Pacific Palisades, Kalifornien) war eine mexikanisch-amerikanische Schauspielerin und Tänzerin.

## Leben und Karriere
Margo wurde als Tochter eines spanischen Chirurgen in Mexiko-Stadt geboren, ihr Onkel war der berühmte Komponist und Orchesterleiter Xavier Cugat. Ab dem Alter von neun Jahren trat sie regelmäßig im Orchester ihres Onkels auf, später war sie als Tänzerin in Hotels und Nachtclubs erfolgreich. Im Alter von 15 Jahren wurde sie während eines Tanzes von den renommierten Hollywood-Drehbuchautoren Ben Hecht und Charles MacArthur entdeckt. Margo wurde nach Hollywood geholt und machte mit einer größeren Rolle in Verbrechen ohne Leidenschaft (1934) in der Rolle der ehemaligen Geliebten von Claude Rains ihr Filmdebüt – obwohl Rains zu diesem Zeitpunkt fast dreimal so alt wie sie war.
In der Folgezeit spielte Margo meist junge Mädchen mit tragischen Schicksalen. Neben Burgess Meredith war sie in der Rolle der Miriamne im Kriminalfilm Winterset (1936) zu sehen, eine Rolle, die sie bereits am Theater gespielt hatte. 1937 verkörperte sie dann in Frank Capras Filmklassiker In den Fesseln von Shangri-La ein junges Mädchen, das ihren verwunschenen Heimatort Shangri-La verlässt und deshalb sterben muss. Nach einigen Auftritten am Broadway Ende der 1930er-Jahre übernahm Margo im Jahr 1943 die weibliche Hauptrolle der Tänzerin Clo-Clo in dem von Val Lewton produzierten Horrorfilm The Leopard Man, was als einer der Höhepunkte ihrer Filmkarriere gelten kann. 
Ab Ende der 1940er-Jahre spielte Margo in einigen Fernsehproduktionen. 1952 übernahm sie in Elia Kazans Drama Viva Zapata! über den von Marlon Brando verkörpertem Revolutionär Emiliano Zapata erstmals seit neun Jahren wieder eine Filmrolle. Allerdings wurde der weitere Verlauf ihrer Schauspielkarriere von der McCarthy-Ära überschatten. Sie und ihr Ehemann Eddie Albert standen politisch links und pflegten unter anderem Kontakte mit Kommunisten, woraufhin sie zeitweise auf eine der Schwarzen Listen geriet und kaum noch Engagements finden konnte. Nach einigen Fernsehauftritten zog sich Margo 1965 aus dem Schauspielgeschäft zurück. 
Margo war ab 1958 die ursprüngliche Besitzerin der Shangri-La Ranch, die später als Tonstudio zu Berühmtheit kam.
Margo war zweimal verheiratet: Von 1937 bis zur Scheidung 1940 mit dem österreichisch-amerikanischen Schauspieler Francis Lederer, dann von 1945 bis zu ihrem Tod mit dem Schauspieler Eddie Albert. Sie und Eddie Albert hatten zwei Kinder, darunter den Schauspieler Edward Albert. Nach dem Ende ihrer Filmkarriere betätigte sich Margo Albert auch politisch, so wurde sie 1974 zur Kommissarin für das Sozialwesen von Los Angeles ernannt. Sie verstarb 1985 im Alter von 68 Jahren an einem Gehirntumor.

## Filmografie
- 1934: Verbrechen ohne Leidenschaft (Crime Without Passion)
- 1935: Rumba
- 1936: Der Rächer (Robin Hood of El Dorado)
- 1936: Winterset
- 1937: In den Fesseln von Shangri-La (Lost Horizon)
- 1939: El milagro de la calle mayor
- 1939: Miracle on Main Street
- 1943: The Leopard Man
- 1943: Behind the Rising Sun
- 1943: Gangway for Tomorrow
- 1948/1949: The Chevrolet Tele-Theatre (Fernsehserie, 2 Folgen)
- 1949: Suspense (Fernsehserie, Folge 1x01)
- 1952: Viva Zapata!
- 1952: The Unexpected (Fernsehserie, Folge 1x11)
- 1952: Schlitz Playhouse of Stars (Fernsehserie, Folge 2x09)
- 1955: Und morgen werd’ ich weinen (I’ll Cry Tomorrow)
- 1957: Wagon Train (Fernsehserie, Folge 1x08)
- 1957: The Adventures of Jim Bowie (Fernsehserie, Folge 2x15)
- 1958: Studio 57 (Fernsehserie, Folge 4x11)
- 1958: Schieß zurück, Cowboy (From Hell to Texas)
- 1958–1959: Desilu Playhouse (Westinghouse Desilu Playhouse, Fernsehserie, 2 Folgen)
- 1959: Adventures in Paradise (Fernsehserie, Folge 1x01)
- 1962: Schauplatz Los Angeles (The New Breed, Fernsehserie, Folge 1x31)
- 1962: Immer nur deinetwegen (Who’s Got the Action?)
- 1964: Tausend Meilen Staub (Rawhide, Fernsehserie, Folge 7x05)
- 1965: Perry Mason (Fernsehserie, Folge 8x22 Der Fall mit dem charmanten Schwindler)